# Norman Gregg
Sir Norman McAlister Gregg (Sydney, 7 marzo 1892 – Sydney, 27 luglio 1966) è stato un oculista australiano che scoprì che la rosolia sofferta da una donna incinta poteva causare difetti alla nascita nel suo bambino (sindrome da rosolia congenita).

## Biografia
Gregg nacque il 7 marzo 1892 a Burwood, un sobborgo di Sydney. Ha studiato alla Homebush Grammar School e alla Sydney Grammar School, in seguito ha studiato Medicina all'Università di Sydney, laureandosi con una laurea in Medicina e Chirurgia e il massimo dei voti in 1915. Durante la sua formazione, Gregg è stato uno sportivo attivo e capace, giocando a cricket, tennis, baseball, nuoto e hockey su ghiaccio all'università. Dal 1913 al 1914, rappresentò il New South Wales nel cricket tre volte, e una volta nel tennis. Se non fosse stato per lo scoppio della prima guerra mondiale, Gregg si sarebbe qualificato per la squadra australiana della Coppa Davis.

### Carriera militare
Dopo aver conseguito la laurea in medicina, Gregg si recò in Inghilterra, dove fu incaricato come luogotenente presso la Royal Army Medical Corps dell'esercito britannico il 23 marzo 1915. Ha prestato servizio sul fronte occidentale durante la prima guerra mondiale, attaccato al diciassettesimo battaglione del reggimento dello Yorkshire orientale, e in seguito con la 52ª ambulanza di campo. Promosso capitano il 23 marzo 1916, fu maggiore di reggimento per poco più di un mese nel 1919, fu ferito sul campo e gli fu assegnata la Croce militare per il valore durante il 24 settembre 1918. Lasciò l'esercito il 7 marzo 1920, mantenendo il grado di capitano.

## Carriera medica
Rientrato in Australia, Gregg è stato nominato ufficiale medico residente presso il Royal Prince Alfred Hospital (RPA) di Sydney. Tornò in Inghilterra per studiare oftalmologia, conseguendo un diploma di medicina e chirurgia oftalmica dopo essersi allenato al Moorfields Eye Hospital e al Royal Westminster Ophthalmic Hospital di Londra, e al Birmingham and Midland Counties Eye Hospital.
Gregg tornò a Sydney, dove iniziò una pratica nel 1923. Nello stesso anno fu nominato chirurgo oftalmico alla RPA, e lo stesso incarico presso il Royal Alexandra Hospital for Children dal 1925. Nel 1950 divenne consulente presso la Royal Alexandra e nel 1952 alla RPA.

### Sindrome da rosolia congenita
Quando iniziò la seconda guerra mondiale, Gregg era un oculista pediatrico, in un momento in cui la maggior parte dei medici si era arruolata nell'esercito ed era uno dei pochi oculisti a Sydney. Gregg ha notato un'alta incidenza di cataratta congenita nei bambini che arrivano in sala operatoria per l'intervento chirurgico - da due a tre volte il tasso normale che ci si aspetterebbe da fattori ereditari. La curiosità clinica venne dopo aver ascoltato una conversazione tra diverse madri i cui bambini avevano la cataratta, in cui si confessava di aver sofferto di morbillo tedesco (o rosolia) durante la gravidanza. Studiando le cartelle cliniche di bambini con condizioni simili, Gregg ha scoperto che su 78 bambini colpiti, 68 erano stati esposti alla rosolia in utero. Nel 1941ci fu uno scoppio di rosolia e meningite nei campi dell'esercito australiano, che era stato trasmesso alla più ampia comunità quando gli uomini tornarono alle loro famiglie.
Il 15 ottobre 1941, Gregg consegnò un documento detto Cataratta congenita a seguito dell'infezione da rosolia nella madre, alla Società oftalmologica dell'Australia a Melbourne, che lo pubblicò sul suo diario. A seguito della copertura stampa del suo articolo, Gregg è stato contattato da due madri che avevano contratto la rosolia e i cui figli soffrivano di sordità, e successivamente ha pubblicato un ulteriore paper che approfondiva ulteriori osservazioni sui difetti congeniti nei neonati a seguito di rosolia materna.
Mentre le scoperte di Gregg sono state accolte con clamore in Australia, ma a livello internazionale i suoi colleghi non erano così convinti. La rivista medica britannica The Lancet ha pubblicato i dubbi a riguardo dell'inadeguata dimostrazione sul rapporto del virus con la sindrome congenita. Solo quando il professor Oliver Lancaster dell'Università di Sydney ha dimostrato come fosse significativa l'associazione tra virus della rosolia e sindromi congenite nei bambini ,che la ricerca di Gregg è stata accettata nel mondo.